# ボヴェ
ボヴェ（Bovet Fleurier SA）は、1822年5月1日、 英国 ロンドンでÉdouardBovetによりチャーターされたスイスの高級時計メーカー。       
19世紀に中国市場向けに製造された懐中時計で最も有名。      

## 概要
今日では、その歴史を参考にしたスタイルのハイエンドのアーティスティックウォッチ（価格は18,000〜250万ドル）を生産。 同社は、高品質のダイアル（フルリエミニチュアペインティングモデルなど）、彫刻、7日間のトゥールビヨンで知られ  オリジナルのボヴェの時計は、スケルトンビューと装飾性の高いムーブメントで美しさを強調した最初の時計で  秒針を含む最初の製品の1つであり 、ヨーロッパの伝統的な時計製造会社では珍しい女性の職人を雇用する。  Pascal Raffyは現在の所有者。 
ボヴェの中国名である「ボーウェイ」は、長年にわたって中国で時計の一般的な名詞になった。
2013年の時点で、ボヴェの時計はロンドンのウィリアムイルベリーなど他のメーカーが中国市場向けに製造した時計は、収集可能な美術品として高値をつけている。

## 歴史
1822年に中国市場専用の時計を製造する目的で、エドゥアール・ボヴェットによってロンドンに設立された。
1830年代、カントンに製造施設を設立したが、アヘン戦争に起因する制限のため、施設を閉鎖し、マカオに小さな施設を開設する必要があった。
1950年にファーブル・ルーバは、ボヴェブランドの時計の生産を停止し、ボヴェ兄弟から取得した施設でのみ自社ブランドの時計を製造した。1966年にファーブル・ルーバはボヴェブランドと施設を個々の時計メーカーの協同組合に売却した。
2001年2月6日に現在の社長であるパスカルラフィーに買収された。
時計製造は、1730年にダニエルジャンリシャールの弟子であるダニエルジャンジャックアンリボーシェによってフルリエに紹介された。   当時、この地域は金属加工で知られていたが、15世紀に地元で発見された鉄鉱床の自然な結果で 時計製造は18世紀後半にフルリエとその周辺で盛んに行われたが、生産が国際市場向けにクレジットで販売されたため、価格が引き下げられ またナポレオン戦争によってもたらされた経済的不安定化により、この地域の時計製造は大幅に減少。  19世紀半ばまでに、フルーリエはほぼ独占的に中国市場向けの時計を生産 

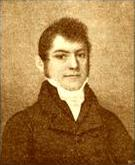
エドゥアール・ボヴェ（1797–1849）、ボヴェ・フルーリエの創始者。

同社は2001年2月6日に、現社長が買収 2006年6月、ラフィは、時計製作プロセスのすべての段階の品質を完全に制御するために、複雑な時計ムーブメントを生産するSTTグループなどのいくつかの製造構造を購入。 STTは、Dimier 1738 Manufacture de Haute Horlogerie Artisanaleに改名され、Bovetの基準を引き上げるために、今後2年間で完全なリストラを行い 2番目の購入品は、ジュネーブのPlan-les-Ouatesにあるダイヤルと貴重な宝石セッティングの製造で 名前はバロール、ロペス、ヴィラからディミエ1738製造職人職人カドランとデセルティサージュにも変更された。 ラフィは、ムーブメント工場と同じ哲学で、この工場を職人センターに変え、ディミエの時計ブランドであるボヴェと高級時計製造のクライアントの選択グループにダイヤルを提供。 現在、Bovet Fleurier SAとDimierが製造する従業員は約150人であり、同社は年間2,000時計未満しか生産していなく  近代的なBovet時計の中には、19世紀に中国市場に時計を供給していたVaucher Manufactureによって製造された機構を備えているものもあるが  Bovetは広告に費やす費用が非常に少なく、公開フェアに参加するよりもクライアントにプライベートサロンを提供することを好み 製造する時計の約3分の1は、注文に応じて作られる比類のない作品。 

## 時計

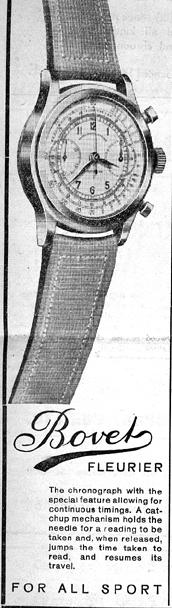
モノラトラパンテを説明する1944年のBovet Frerersクロノグラフの広告。 Favre-Leuba Bovetとロゴの違いに注目してください。

### レガシー　オブ　ザ　ボベット　スタイル
ボヴェの時計には芸術的な細部が多く含まれており、同社は時計の要素を作成する際に職人に多大な独立性を与え、創造性を奨励。  中国の時計は元々マホガニーの箱でペアで販売されていたが、幸運と修理が必要な場合はユーザーがバックアップ時計を持っているため、修理には6ヶ月以上かかることがあり  時計のデザイン特性は、中国の消費者にアピールする要素を強調。 これらの魅力的な特徴の1つは時計と時計のメカニズムであったため、ボヴェはスケルトンビューと装飾性の高いムーブメントで美しさを強調し  同じ理由で、時計は中古を含む最初のものでもあり  エナメル装飾は通常、ヨーロッパのシーンや植物で作られており、中国の消費者にとって時計はより魅力的でそのような画像は、ヨーロッパ製の時計自体と同じくらいエキゾチックです。

## 参照資料
1. 1 2 3  Bovet Fleurier, SA. Bovet 1822 Archived 2008-07-07 at the Wayback Machine.. Accessed July 5, 2008.
2. 1 2  Vince Ho. June 10, 1998. The Chinese Market Watch. Accessed July 5, 2008.
3. 1 2  American Watch Guild. Bovet Archived 2008-03-07 at the Wayback Machine.. Accessed July 5, 2008.
4. ↑  Horomundi. The Dimier Watch Launch Party in NY with Pascal Raffy. December 18, 2007. Accessed July 5, 2008.
5. ↑  Foundation de la Haute Horlogerie. Bovet Fleurier. Accessed July 5, 2008. Archived July 1, 2008, at the Wayback Machine.
6. ↑  Christophe Roulet. 2007. Bovet, a Pioneer on the Road to China Archived 2008-11-21 at the Wayback Machine.. Le Journal de law Haute Horlogerie. Accessed July 5, 2008.
7. ↑  Carlos Perez. November 25, 2002. Timezone.com Archived 2008-02-26 at the Wayback Machine.. Accessed July 5, 2008.
8. ↑  Federation of the Swiss Watch Industry FH. Bovet A Genuine Manufacture. Swiss Watch News, August 30, 2006. Accessed June 5, 2008.
9. ↑  Federation of the Swiss Watch Industry FH. Parmigiani and Vaucher Manufacture Vertical Integration a Step Closer. Swiss Watch News, November 20, 2003. Accessed June 5, 2008.
10. ↑  QP Magazine. Bovet Eastern Promise. Accessed July 5, 2008.
11. ↑  American Watch Guild. Bovet Archived 2008-03-07 at the Wayback Machine.. Accessed July 5, 2008. and Foundation de la Haute Horlogerie. Bovet Fleurier. Accessed July 5, 2008. Archived July 1, 2008, at the Wayback Machine.
12. ↑  RobbReport.com. 21 Ultimate Gifts: Times Two. December 2007. Accessed July 5, 2008.